# Domniemanie niewinności
Domniemanie niewinności – zasada, według której każda oskarżona osoba jest niewinna wobec przedstawianych jej zarzutów, dopóki wina nie zostanie jej udowodniona i stwierdzona prawomocnym wyrokiem sądu. Zasada domniemania niewinności sięga swymi korzeniami prawa rzymskiego (domniemanie dobrej wiary – łac. praesumptio boni viri).
Zasadę tę przyjmuje się za oczywistą dla współczesnych państw prawa. Jest ona gwarantowana zarówno przez prawo krajowe poszczególnych państw, jak i przez prawo międzynarodowe.

## Prawo międzynarodowe
- Art. 11 ust. 1 Powszechna Deklaracja Praw Człowieka stanowi, że: Każdy człowiek oskarżony o popełnienie przestępstwa ma prawo, aby uznawano go za niewinnego dopóty, dopóki jego wina nie zostanie mu udowodniona zgodnie z prawem podczas publicznego procesu, w którym miał wszystkie gwarancje konieczne dla swojej obrony;
- art. 14 ust. 2 Międzynarodowego Paktu Praw Obywatelskich i Politycznych przewiduje, że: Każda osoba oskarżona o popełnienie przestępstwa ma prawo być uważana za niewinną aż do udowodnienia jej winy zgodnie z ustawą;
- art. 6 ust. 2 Europejska Konwencja Praw Człowieka potwierdza, że: Każdego oskarżonego o popełnienie czynu zagrożonego karą uważa się za niewinnego do czasu udowodnienia mu winy zgodnie z ustawą.

## Prawo polskie
Art. 42 ust. 3 Konstytucji RP stanowi, że każdego uważa się za niewinnego, dopóki jego wina nie zostanie stwierdzona prawomocnym wyrokiem sądu. Podobnie stanowi Kodeks postępowania karnego: Oskarżonego uważa się za niewinnego, dopóki wina jego nie zostanie udowodniona i stwierdzona prawomocnym wyrokiem (art. 5 § 1 k.p.k.). Założeniem tej zasady jest domniemanie uczciwości każdego obywatela, chyba że dowiedziona zostanie jego nieuczciwość.
Pomimo gwarancji konstytucyjnej, zasada domniemania niewinności nie jest w Polsce stosowana w postępowaniu administracyjnym, w szczególności w postępowaniach skarbowych.

## Konsekwencje domniemania niewinności
Z zasady domniemania niewinności wynika, że ciężar dowodu w procesie karnym spoczywa na oskarżycielu. To oskarżyciel ma przekonać sąd, że oskarżony jest winny popełnienia zarzucanego mu czynu. Teoretycznie obrona nie ma obowiązku udowadniania czegokolwiek, choć może przedstawiać dowody wskazujące na niewinność oskarżonego (np. alibi) lub wątpliwości co do winy oskarżonego.
Wina oskarżonego powinna być badana w sposób obiektywny niezależnie od obciążającego go materiału dowodowego oraz subiektywnego przekonania o winie. Nie jest dopuszczalna odmowa przeprowadzenia dowodu na tej tylko podstawie, że dotychczas zebrane dowody wykazały przeciwność tezy, na prawdziwość której został powołany dowód.
Zasada domniemania niewinności działa na korzyść oskarżonego, bowiem nie dające się usunąć wątpliwości rozstrzyga się na korzyść oskarżonego (zasada in dubio pro reo).
Zdaniem mec. Michała Tomczaka, w polskiej praktyce ponad zasadę domniemania niewinności przedkładana jest „zasada dużego prawdopodobieństwa popełnienia czynu”, która stanowi podstawę np. do tymczasowego aresztowania podejrzanego, niekiedy na podstawie samej tylko deklaracji prokuratora.